# Фредериктон
 Фредериктон  (англ. Fredericton) — столиця провінції Канади Нью-Брансвік. Площа — 130,68 км²; населення — 50535  осіб (2006); густина населення — 67,9 осіб/км². Через місто протікає річка Сент-Джон (англ. Saint John River).

## Клімат

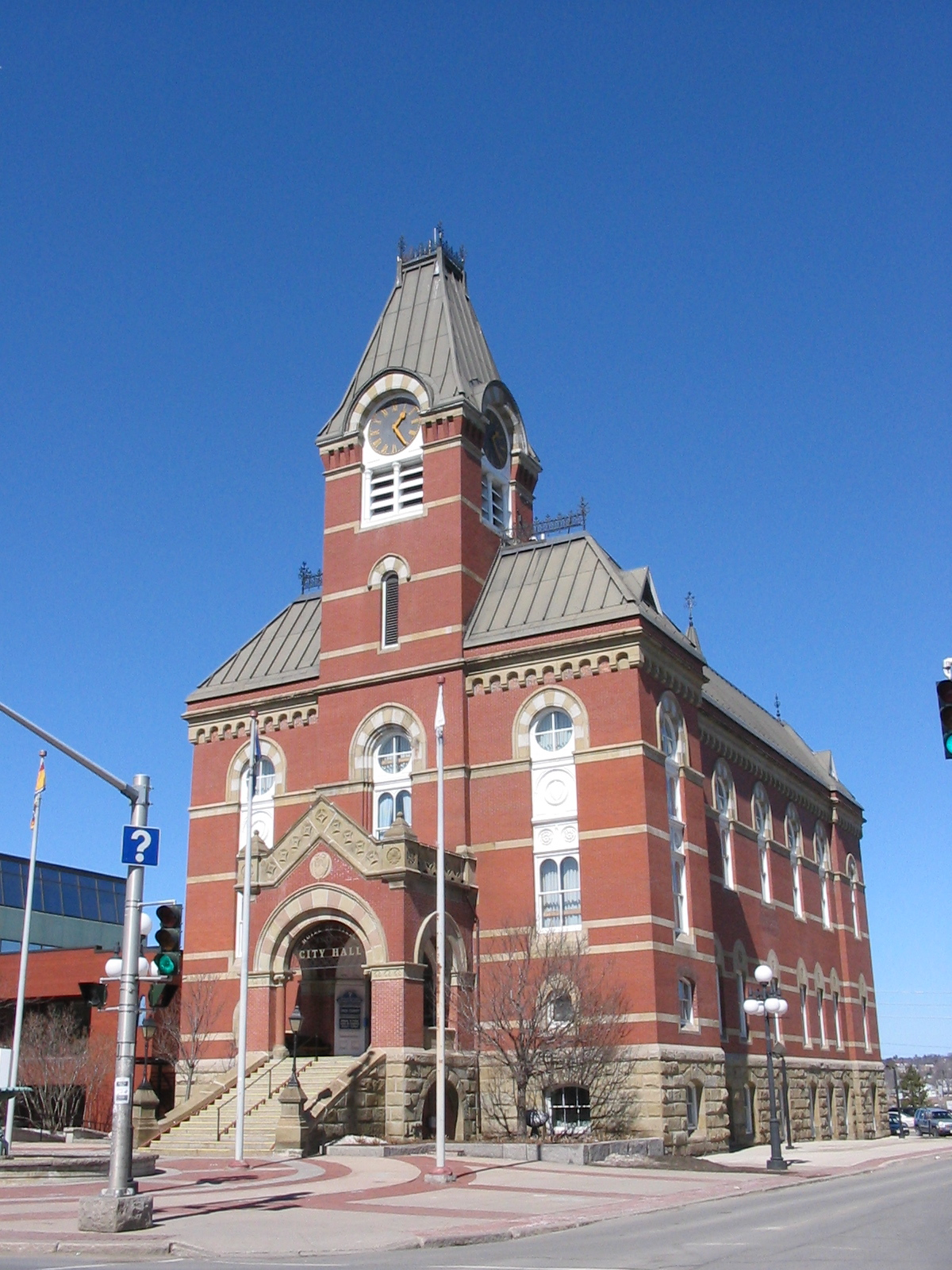
Ратуша у м. Фредериктон

Місто лежить у зоні з вологим континентальним кліматом і теплим літом. Найтепліший місяць — липень із середньою температурою 18.9 °C. Найхолодніший місяць — січень, із середньою температурою -10.6 °С.
| Клімат Фредериктона     | Клімат Фредериктона | Клімат Фредериктона | Клімат Фредериктона | Клімат Фредериктона | Клімат Фредериктона | Клімат Фредериктона | Клімат Фредериктона | Клімат Фредериктона | Клімат Фредериктона | Клімат Фредериктона | Клімат Фредериктона | Клімат Фредериктона | Клімат Фредериктона |
| Показник                | Січ.                | Лют.                | Бер.                | Квіт.               | Трав.               | Черв.               | Лип.                | Серп.               | Вер.                | Жовт.               | Лист.               | Груд.               | Рік                 |
| Абсолютний максимум, °C | 12                  | 11                  | 21                  | 28                  | 33                  | 36                  | 35                  | 38                  | 33                  | 28                  | 21                  | 15                  | 38                  |
| Середній максимум, °C   | −4                  | −3                  | 2                   | 9                   | 17                  | 22                  | 25                  | 23                  | 19                  | 12                  | 5                   | −2                  | 10                  |
| Середня температура, °C | −10                 | −9                  | −3                  | 4                   | 10                  | 15                  | 18                  | 17                  | 13                  | 7                   | 1                   | −7                  | 5                   |
| Середній мінімум, °C    | −16                 | −16                 | −8                  | −1                  | 3                   | 8                   | 12                  | 11                  | 7                   | 2                   | −3                  | −12                 | −1                  |
| Абсолютний мінімум, °C  | −37                 | −37                 | −32                 | −20                 | −4                  | −2                  | 1                   | 0                   | −5                  | −10                 | −23                 | −35                 | −37                 |
| Норма опадів, мм        | 90                  | 70                  | 90                  | 70                  | 70                  | 90                  | 80                  | 100                 | 90                  | 100                 | 90                  | 80                  | 1080                |
| Днів з опадами          | 13,1                | 10,2                | 13,1                | 12,1                | 14,5                | 13,7                | 13,8                | 12,5                | 13                  | 13,5                | 13,5                | 13,4                | 156,4               |
| Днів зі снігом          | 9,6                 | 7,6                 | 7,4                 | 3,1                 | 0,2                 | 0                   | 0                   | 0                   | 0                   | 0,2                 | 3,3                 | 8,3                 | 39,7                |
| Вологість повітря, %    | 80                  | 79                  | 74                  | 76                  | 72                  | 78                  | 80                  | 83                  | 87                  | 85                  | 87                  | 83                  | 80                  |
| ----------------------- | ------------------- | ------------------- | ------------------- | ------------------- | ------------------- | ------------------- | ------------------- | ------------------- | ------------------- | ------------------- | ------------------- | ------------------- | ------------------- |
| Джерело: Weatherbase    |                     |                     |                     |                     |                     |                     |                     |                     |                     |                     |                     |                     |                     |

## Освіта
У Фредериктоні функціонують кілька відомих університетів:
- Ново-Брансвікський університет (англ. University of New Brunswick)
- Йорквільський університет (англ. Yorkville University)
- Університет святого Томаса (англ. St. Thomas University)